# Craterella
Craterella es un género de foraminífero bentónico considerado homónimo posterior de Craterella Schrammen, 1901, y sustituido por Crateriola, el cual es considerado a su vez un sinónimo posterior de Cibicides de la subfamilia Cibicidinae, de la familia Cibicididae, de la superfamilia Planorbulinoidea, del suborden Rotaliina y del orden Rotaliida. Su especie tipo era Craterella albescens. Su rango cronoestratigráfico abarcaba el Holoceno.

## Clasificación
Craterella incluye a la siguiente especie:
- Craterella albescens